# Maximilien Foy

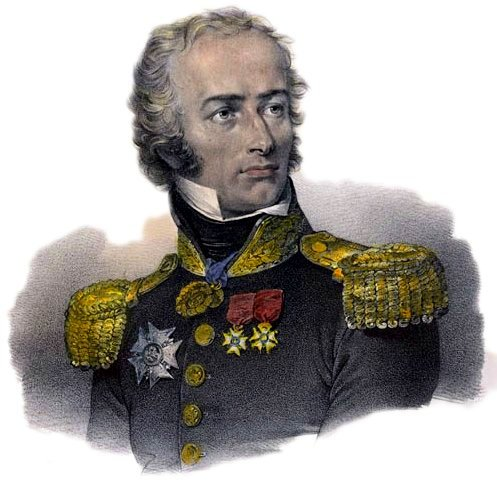
Maximilien Foy

Maximilien-Sébastien, comte Foy (* 3. Februar 1775 in Ham, Picardie; † 28. November 1825 in Paris) war ein französischer General und Staatsmann. Er gilt als einer der fähigsten und mutigsten Kommandeure Napoleons und war nach der zweiten Restauration einer der Wortführer der liberalen Opposition.

## Leben

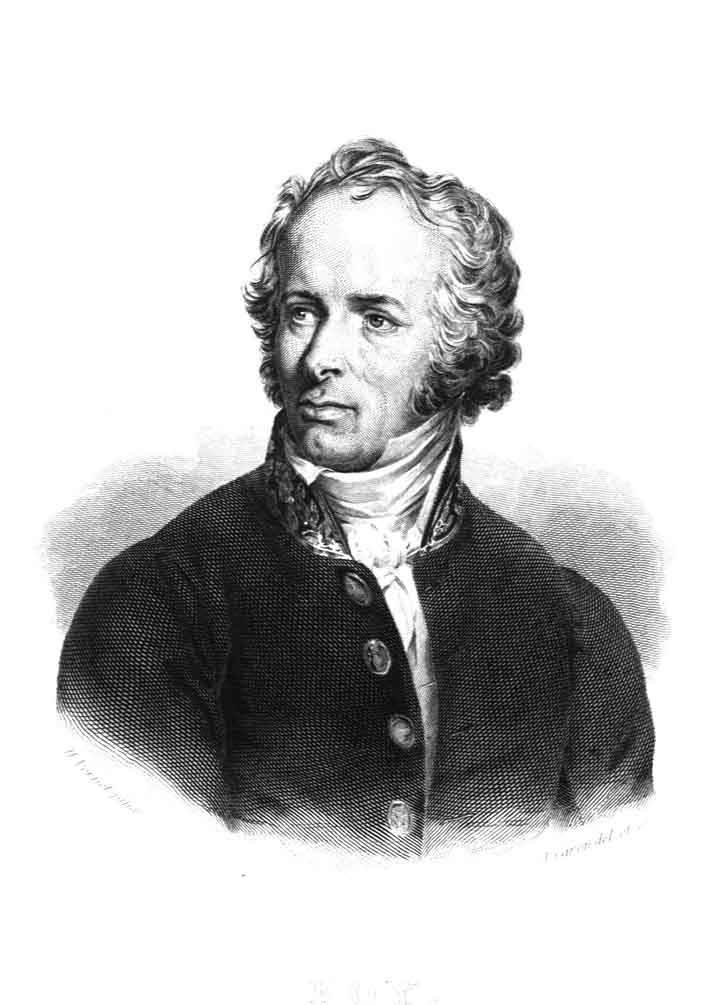
Maximilien Foy

Foy war der Sohn eines alten Soldaten, der bei Fontenoy gekämpft hatte und sich dann als Postmeister niedergelassen hatte, und einer englischen Mutter. Er wurde in der Kriegsschule zu La Fère ausgebildet. Er machte als Artillerieoffizier 1792–93 die Feldzüge in Belgien mit, wurde aber wegen öffentlicher Missbilligung einiger Blutbefehle des Konvents verhaftet. Nach dem 9. Thermidor wieder freigelassen, zeichnete er sich von 1795 bis 1797 in den Feldzügen der Rhein- und Moselarmee, 1798 in der Schweiz und 1799 bei der Donauarmee unter Masséna aus.
1800 ging er zur italienischen Armee über und befehligte als Generaladjutant eine Brigade der Vorhut mit Auszeichnung. Nach dem Frieden von Amiens 1802 wurde Foy Colonel der Artillerie und 1804, obwohl er Napoleon als Anhänger Moreaus bekannt war, unter General Marmont Chef des Generalstabs der Artillerie im Lager von Utrecht. Im Krieg mit Österreich (1805) befehligte er unter Marmont und wurde dann nach Friaul und Venedig gesandt.
1807 schickte ihn Napoleon auf seinen Wunsch mit 1200 Artilleristen der Türkei gegen die Russen und Engländer zu Hilfe. Nach seiner Rückkehr kommandierte Foy unter Junot in Portugal, seit November 1808 als Général de brigade und seit 1812 als Général de division (Napoleon hatte ihn persönlich befördert) in Spanien, wo er am 21. Juli 1812 an Stelle des verwundeten Marmont zeitweilig den Oberbefehl über das in der Schlacht von Salamanca unterlegene Heer übernahm. Während des von ihm geführten Rückzugs wurden seine Infanterietruppen in der Schlacht von Garcia Hernandez überrascht, doch 1813 bewährte er sich bei dem Rückmarsch der Truppen nach Südfrankreich. Erst am 27. Februar 1814 verließ er nach der Schlacht bei Orthez, gefährlich verwundet, das Heer und ging als Generalinspektor der Infanterie nach Nantes.
Obwohl Ludwig XVIII. ihn zum Großoffizier der Ehrenlegion, Inspektor der 2. und 16. Militärdivision, später zum Grafen ernannte, schloss er sich doch Napoleon bei dessen Rückkehr wieder an, befehligte 1815 eine Division unter Marschall Ney und wurde bei Waterloo erneut verwundet.
Nachdem er eine Zeit lang zurückgezogen gelebt hatte, sandte ihn das Département Aisne 1819 als Deputierten in die Kammer, wo er sich fortwährend als einer der besten und entschiedensten konstitutionell-liberalen Redner zeigte und an der Spitze einer an Zahl schwachen Opposition die ultraroyalistische und klerikale Majorität, besonders unter dem Ministerium Villèle, energisch und nicht ohne Erfolg bekämpfte.
Er starb am 28. November 1825. Bei seinem Begräbnis veranstalteten die Liberalen eine große Demonstration gegen die Bourbonen. Seinem Sarg folgten ca. 100.000 Menschen, und durch Nationalsubskription wurde 1 Million für seine Familie gesammelt. 1879 wurde sein Standbild in Ham enthüllt.
Foy war ein Mitglied im Bund der Freimaurer, er wurde vermutlich in einer Feldloge aufgenommen.

## Ehrungen

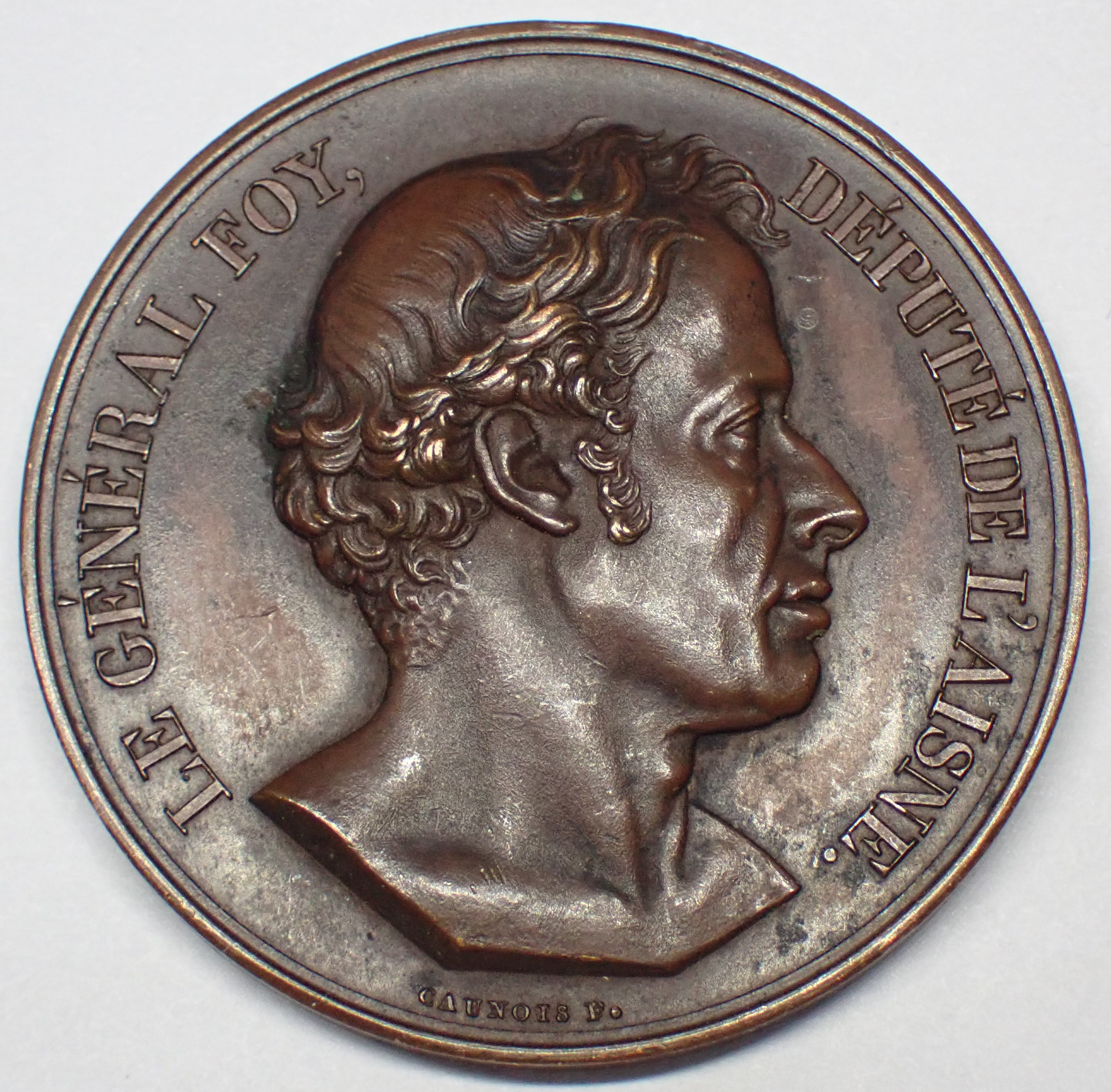
Französische Medaille auf General Foy aus dem Jahr 1825

Sein Name ist am Triumphbogen in Paris in der 35. Spalte eingetragen.

## Werke
Die Discours du général Foy, denen eine Biographie Foys von Tissot beigegeben war, erschienen 1826 in Paris (2 Bände). Aus seinem Nachlass wurde die Histoire de la guerre de la péninsule sous Napoléon (Paris 1827, 4 Bände; deutsch, Leipzig 1827) herausgegeben.

## Dies und Das
Foy borgte sich während des Krieges auf der Pyrenäenhalbinsel von den Engländern Zeitungen aus, um sich über den Stand seiner britischen Staatsanleihen auf dem Laufenden zu halten.